# Yukon River Quest
Yukon River Quest är en extrem kanot- och kajaktävling längs Yukonfloden i Kanada. Sträckan är 742 km, med start i Whitehorse och mål i Dawson City. Tävlingen är årlig, och äger vanligtvis rum i slutet av juni. 